# Sde Jicchak
Sde Jicchak (hebrejsky שְׂדֵה יִצְחָק, doslova „Jicchakovo pole“, v oficiálním přepisu do angličtiny Sede Yizhaq, přepisováno též Sde Yitzhak) je vesnice typu mošav v Izraeli, v Haifském distriktu, v Oblastní radě Menaše.

## Geografie
Leží v nadmořské výšce 35 metrů v pobřežní nížině, nedaleko od kopcovitých oblastí podél Zelené linie oddělující vlastní Izrael v mezinárodně uznávaných hranicích od okupovaného Západního břehu Jordánu. Východně od obce protéká tok Nachal Chadera, do kterého tu ústí Nachal Chaviva. Po západním okraji obce prochází vádí Nachal Jicchak.
Obec se nachází 11 kilometrů od břehu Středozemního moře, cca 42 kilometrů severovýchodně od centra Tel Avivu, cca 45 kilometrů jižně od centra Haify a 7 kilometrů jihovýchodně od města Chadera. Sde Jicchak obývají Židé, přičemž osídlení v tomto regionu je etnicky smíšené. Na východ a jihovýchod od mošavu začíná téměř souvislý pás měst a vesnic obývaných izraelskými Araby – takzvaný Trojúhelník (nejblíže je to město Baka-Džat 4 kilometry odtud). Západním směrem v pobřežní nížině převládá židovské osídlení.
Sde Jicchak je na dopravní síť napojen pomocí místní silnice číslo 581. Východně od mošavu probíhá také dálnice číslo 6 (Transizraelská dálnice).

## Dějiny
Sde Jicchak byl založen v roce 1952. Pojmenován je podle velitele elitních židovských jednotek Palmach Jicchaka Sadeho. Šlo o jednu ze dvou vesnic napojených na levicovou stranu Mapam. Jejími zakladateli byli noví židovští přistěhovalci z Polska. Původně sídlili osadníci v místech nynější vesnice Lahavot Chaviva, později se přesunuli do nynější lokality.
Místní ekonomika je založena na zemědělství. Vesnice patří v Izraeli k největším producentům zemědělských plodin a květin ze skleníkových komplexů, které lemují okolo obce. Rostoucí část obyvatelstva ale tvoří rezidenti bez vazby na zemědělství.

## Demografie
Podle údajů z roku 2014 tvořili naprostou většinu obyvatel v Sde Jicchak Židé – cca 600 osob (včetně statistické kategorie "ostatní", která zahrnuje nearabské obyvatele židovského původu ale bez formální příslušnosti k židovskému náboženství, cca 700 osob).
Jde o menší sídlo vesnického typu s dlouhodobě rostoucí populací. K 31. prosinci 2014 zde žilo 675 lidí. Během roku 2014 populace klesla o 0,9 %.
| Rok            | 1961 | 1972 | 1983 | 1995 | 2001 | 2003 | 2004 | 2005 | 2006 | 2007 | 2008 | 2009 | 2010 | 2011 | 2012 | 2013 | 2014 |
| -------------- | ---- | ---- | ---- | ---- | ---- | ---- | ---- | ---- | ---- | ---- | ---- | ---- | ---- | ---- | ---- | ---- | ---- |
| Počet obyvatel | 262  | 185  | 425  | 425  | 491  | 484  | 491  | 490  | 496  | 501  | 526  | 627  | 652  | 709  | 719  | 681  | 675  |